# 南海C10001形蒸気機関車
南海C10001形蒸気機関車（なんかいC10001がたじょうききかんしゃ）は、南海電気鉄道が所有していた蒸気機関車である。
本項では本形式専用の客車として代用された付随車サハ3801形（初代）についても解説する。

## 概要
太平洋戦争の際の戦時統合により1944年6月1日付で近畿日本鉄道難波営業局となった旧・南海鉄道（南海電気鉄道の前身）由来の路線群では、度重なる空襲による車両焼失と過酷な戦時輸送による車両の疲弊、それに電装品を中心とする各種機器の調達困難により稼動車両が激減し、敗戦後も深刻な輸送力不足に見舞われていた。このため近鉄では1946年に石原産業から車軸配置2-6-0(1C)の過熱式テンダー機関車3両を購入し、高野線にてこの蒸気機関車牽引による客車列車の運転を開始した。これがC10001形C10001 - 10003である。

## 来歴
C10001形は元々石原産業が中国南部の海南島で手がけていた燐鉱山からの鉱石運搬用として日本車輌製造本店に発注、1944年1月に製作された車両であった。
基本設計は、戦局の悪化でスケジュールが逼迫していたために樺太鉄道60形のそれを流用したとされ、6両が製造された。このため、製作時期が新しいにもかかわらず、除煙板（デフレクター）がなく、砂箱と蒸気ドームが独立しているなど、国鉄8620形蒸気機関車の流れを汲む原設計の影響が色濃く表れていた。さらに、戦時設計による簡略化部分もあり、しかも当初は南方向けということで薪焚き仕様で炭水車にも薪を積載するための枠が装備されるなど、一種独特な外観となっていた。
しかし戦局の悪化により航路維持が困難となり、これらは海南島に輸送することが事実上不可能となった。このため、1両は日本車輌製造本店の入換車(103)とされたが、残る5両については石原産業に引き取られてSL391 - SL395と付番され、その内3両程度が完成したばかりの同社四日市専用線（国鉄関西線（貨物支線）塩浜駅-同社四日市工場間1.6km、1944年8月16日開業）で貨物・工員輸送に使用されたものの、戦後は用途を失い放置されていた。
これに名古屋線塩浜駅で接点があった近畿日本鉄道が目をつけ、南海線で国鉄から借り入れた8620形およびC58形による蒸気機関車牽引列車の運行実績を重ねつつあった難波営業局管内において、高野線向けとして3両を譲受したのが本形式である。

## 運用
1946年5月、汐見橋駅 - 河内長野駅間の急行列車として客車2両を牽引して使用が開始された。この急行列車は朝に汐見橋駅行2本、夕方に河内長野駅行2本の設定で、C10001形の保守点検基地は汐見橋駅に置かれていた。1947年に南海と近鉄の分離が成立したのちもこの急行列車の運行は行われたが、車両事情の好転に伴い1949年8月に運行は終了した。

## 終焉
不要となった本形式のうち、C10001・C10002は汽車製造の仲介で片上鉄道に譲渡されタンク式に改造されて同鉄道のC13形C13-50・C13-51となった。C10003は近鉄と分離した際に近鉄に帰属していたため1952年に近鉄に返還された。古市検車区に置かれていたというが、その後の消息は不明である。

## 譲渡後
片上鉄道へ譲渡されたC10001・C10002は1949年9月に大阪・安治川口の汽車製造へ持ち込まれ、整備と改造工事が実施された。
この際、ボイラー側面への水タンクの取り付け、台枠延長による運転台後部への石炭庫追加、その直下への2軸イコライザー式従台車の装着、デフレクター追加などが実施され、片上鉄道が当時保有していた国鉄制式機と同等のC11形およびC12形に準じた仕様の車軸配置2-6-4(1C2)の60t級タンク機関車となった。
ここまで手をかけて改造を実施したのは、当時急速に復興しつつあった日本の産業界にとって同社沿線の柵原にある硫化鉄鉱が非常に重要な資源であり、迅速な輸送力強化が求められていたにもかかわらず、物資難で適切な性能のタンク機関車の入手が困難であったことに理由があった。当時の片上鉄道の機関車事情は貨物輸送量に比して極端に悪く、本形式就役開始直前には機関車不足が致命的な状況に陥ったため、国鉄から4110形Eタンク機関車を借り入れたほどであった。
こうしてこれら2両は1949年11月にC13形C13-50・C13-51として竣工し、以後1965年のDD13形ディーゼル機関車の導入開始まで同線の主力機関車として使用され、その間の1954年と1956年に運転台の拡幅と天井の嵩上げ、1964年にデフレクターの取り外し工事を実施している。
しかし、戦時設計で工作も材質も低レベルであったらしく、より製造時期の古い自社発注のC11形・C12形に先駆けて1966年に2両とも廃車解体された。

## 主要諸元
- 全長 14,886mm
- 全幅 2,610mm
- 全高 3,692mm
- 軸配置 1C（モーガル）
  - 炭水車 3軸
- シリンダー（直径×行程） 406mm×558mm
- 実用最高気圧 13.0kg/cm2
- 機関車重量（運転整備） 39.00t
- 炭水車重量（運転整備） 27.60t
- 炭水車水槽容積 11.4m3

## サハ3801形（初代）
※ 本形式消滅後に1521系及び2051系の付随車としてサハ3801形（2代）が出現している。
C10001形牽引の急行列車の客車には当初旧・電7系のクハ1801形を代用していたが、まもなくサハ3801形（初代）を代用するようになった。この車両は元々は山手線（旧・阪和電気鉄道線）のクタ800形であったものである。これらは阪和の南海合併後に南海本線に転属しており、山手線の国家買収の対象から外れた。南海では鋼体化改造と電動車化を計画したが、資材難から頓挫し用途がないまま放置していた。これを付随車として復活させ、客車代用としてC10001形と組ませたのである。
本形式は総計4両であったため2両ずつ2組にわけて都合2往復の列車に使用された。ただし、夕方の河内長野駅行のうち日没にかかる後発となる列車には必ず3801号が使用されていた。これは、3801号にのみ車内灯への給電用パンタグラフが設置されていたためである。
C10001形牽引の急行列車の運行が終了したのちは再び用途を失い、やがて老朽化と余剰化に伴い1952年に廃車となった。本形式のうち3804号は、同じ1952年に南海が南紀直通列車用に新造した国鉄スハ43系客車風の専用客車サハ4801形4801号に改造されたとされるが、改造当初4801号が履いていたTR14形台車は3803号のもの（端梁を改造して流用）であったことが判明しており、3804号については車籍のみを利用したと見られている。なお、残る3801・3802・3804号の台車についても、2両分は1954年に三菱電機伊丹製作所で製造された移動変電所MS1501・1502号に流用されている。